# Princeton-Maler

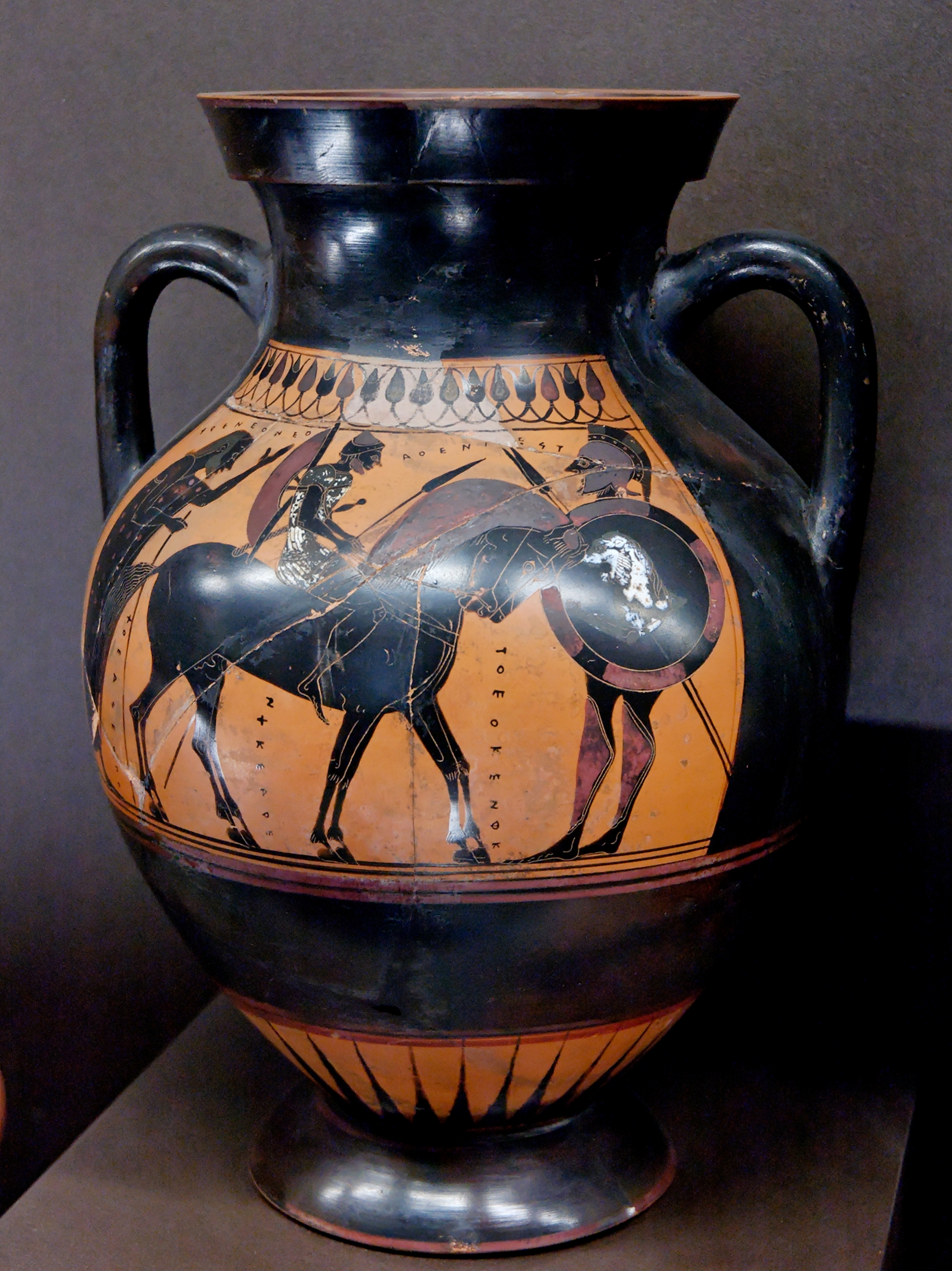
Kriegerabschied, um 550/540 v. Chr.

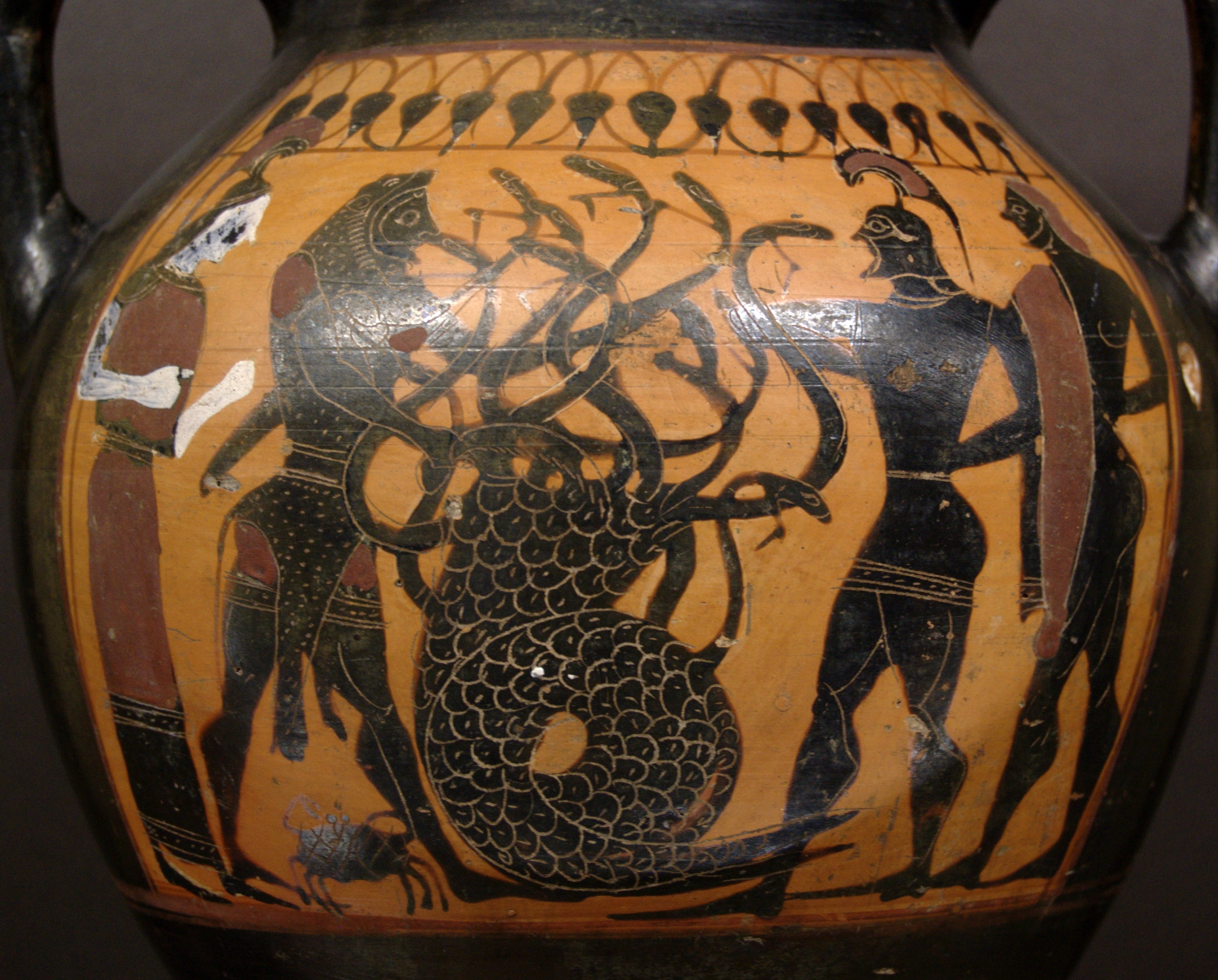
Herakles kämpft gegen die Hydra, um 540/530 v. Chr.

Der Princeton-Maler ist ein attischer Vasenmaler des schwarzfigurigen Stils. Er war im dritten Viertel des 6. vorchristlichen Jahrhunderts, chronologisch etwa in der Nachfolge der Gruppe E, tätig.
Der Princeton-Maler ist ein exemplarischer Vertreter der attischen Vasenmalerei des dritten Viertels des 6. Jahrhunderts v. Chr. Er bemalte vor allem Hals- und Bauchamphoren in der zu dieser Zeit verbreiteten Formen. Auch die dargestellten Motive entsprechen den gängigen Mustern der Zeit und werden nur wenig variiert. Er kennt die künstlerischen Entwicklungen der Zeit, kann sie aber nur bedingt in seinem Werk darstellen. Künstlerisch reicht er nicht an den stilgebenden Maler der Zeit, Exekias, heran. In den Bildern des Princeton-Maler und anderer Vertreter der Vasenmalerei ist zu erkennen, dass der schwarzfigurige Stil der Vasenmalerei kaum noch weiterzuentwickeln war.